# Децим Карфулен
Децим Карфулен или Децим Карсулей при Апиан (на латински: Decimus Carfulenus; Carsuleius) e политик на късната Римска република през 1 век пр.н.е. по време на убийството на Цезар.
Произлиза от фамилията Карфулен. Служи 47 пр.н.е. при Цезар в гражданска война в Египет и има добър военен стил. През 44 пр.н.е. Луций Касий Лонгин e народен трибун. Консули тази година са Гай Юлий Цезар и Марк Антоний. Помага на аристократичната партия и е против Марк Антоний. Изгонен е от Сената на Капитолий на 28 ноември 44 пр.н.е. заедно с колегите му Тиберий Кануций и Луций Касий Лонгин.
Пада убит в битката при Мутина.